# Náttfari
Náttfari ("Colui che viaggia nella notte") (fl. IX secolo) è stato uno schiavo che fuggì dal proprio padrone e divenne il primo abitante permanente dell'Islanda.

## Biografia
Náttfari fuggì da Garðar Svavarsson assieme ad uno schiavo e ad una donna mentre Garðar stava tornando verso le isole Ebridi partendo dalla terra che aveva appena scoperto e chiamato Garðarshólmi (ora nota come Islanda) nel IX secolo.
Garðar aveva raggiunto le coste islandesi sulla costa settentrionale, nei pressi di Húsavík. Náttfari, come detto prima, fuggì con uno schiavo ed una ambátt (schiava femmina) trovando un posto per vivere, oggi noto come Náttfaravík (Insenature di Náttfari), situate proprio di fronte alla città di Húsavík, nella baia di Skjálfandi.